# .218 Bee

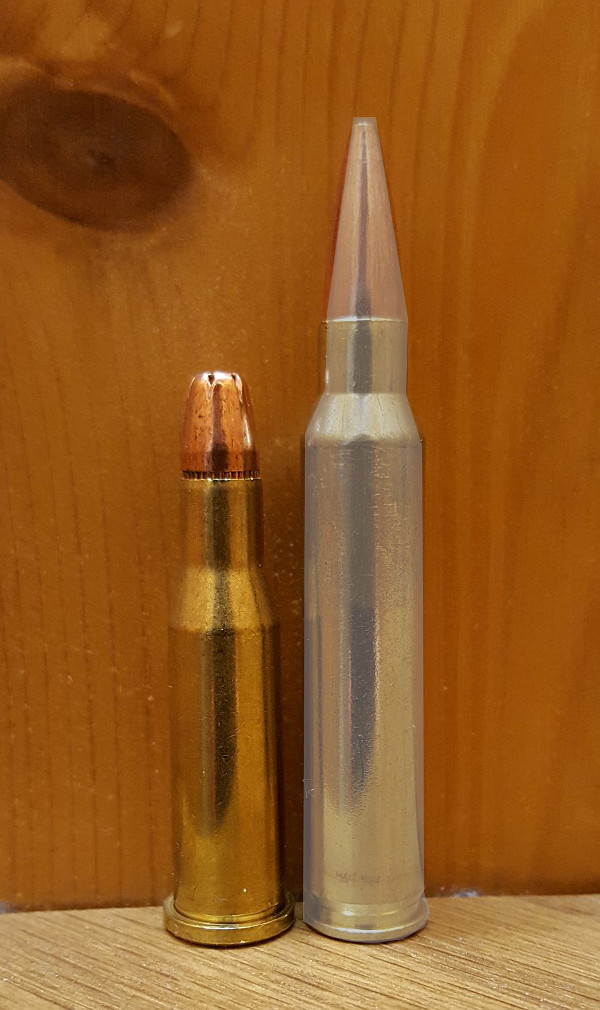
O cartucho .218 Bee (esquerda) comparado ao .223 Remington.

O .218 Bee é um cartucho de fogo central no calibre .22 para rifles projetado para caça de pequenos animais (pragas), pela Winchester em 1937. O cartucho foi originalmente adotado para os rifles de repetição por ação de alavanca Winchester Model 65.
O cartucho .218 Bee começou a perder popularidade assim que entrou no mercado em 1939, e nunca conseguiu projeção como outros calibres como o .22 Hornet, apesar de ter velocidade e alcance maiores que aquele. O .218 Bee é considerado preciso até 183 metros para pequenos roedores e 137 metros para pequenos animais como coiotes.